# ダルヴェルジン・テペ遺跡

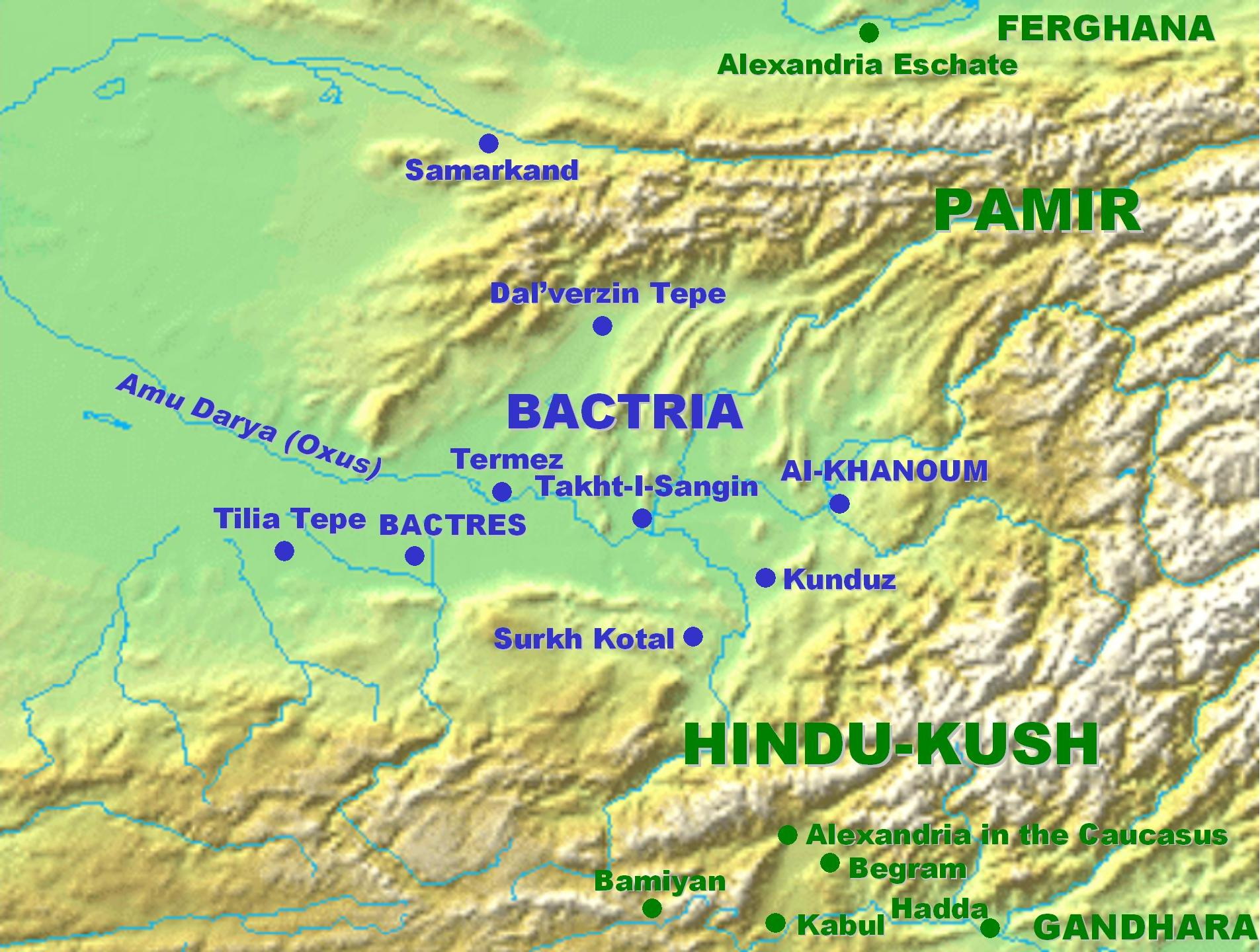
ダルヴェルジン・テペ遺跡はバクトリアの北部に位置していた。

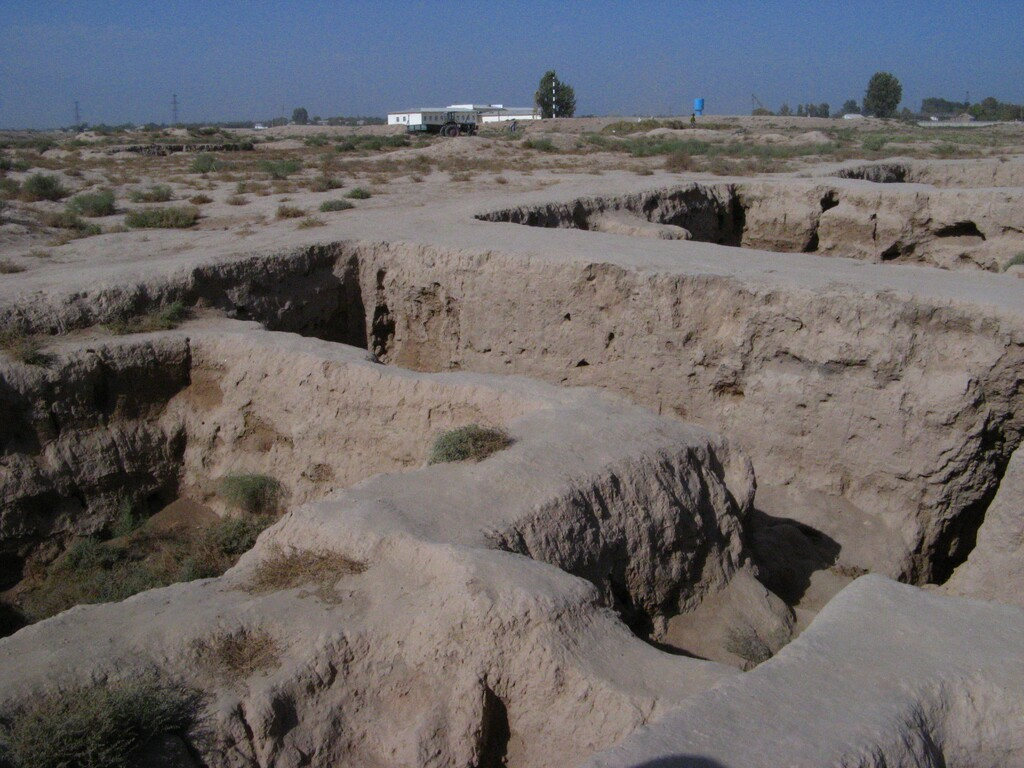
ダルヴェルジン・テペ遺跡

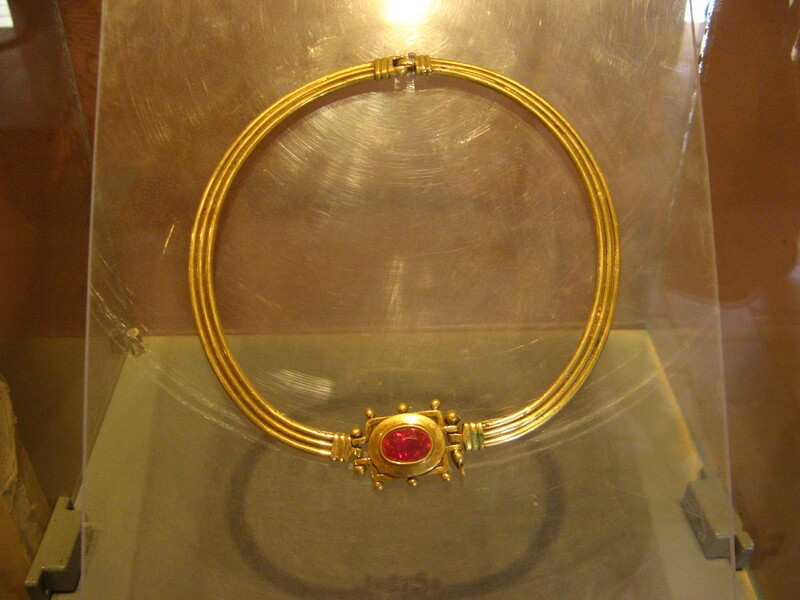
ダルヴェルジン・テペ遺跡から発掘された金のネックレス

ダルヴェルジン・テペ遺跡 (ダルヴェルジン・テペいせき、ラテン文字:Dalverzin Tepe, Dalverzin Tepa、キリル文字:Дальверзин-Тепе, Далварзинтепа) はウズベキスタン・スルハンダリヤ州南東部、州都テルメズより60km北東にある遺跡である。ラテン文字表記に従ってダルヴェルジン・テパ遺跡と表記されることもある。ダルヴェルジンはモンゴル語で「四角形」を、テペ (テパ、テッパ、ペルシア語: تپه) はペルシア語で「丘」を意味する。
グレコ・バクトリア王国時代、バクトリア地方北部に小規模な要塞が作られた後、紀元前1世紀頃都市が形成され、クシャーナ朝の時代に発展を遂げ、行政地域、居住地域、窯業などの産業地域、仏教寺院などが建設された。遺跡の住居からは金のネックレスなど多くの金製品が発見されている。3世紀頃には都市として衰退したと考えられている。